# Yi Seo-woo
Yi Seo-woo (Seúl, 1633-1709) era un político, escritor silhak y escolástico neoconfucionista coreano de la dinastía Joseon.

## Obra
- Songpa munjip (송파문집, 松坡文集)
- Gangsa (강사, 康史)
- Jangsanhuji (장산후지, 萇山後誌)
- Dongraeseungramhuji (동래승람서후지, 東萊勝覽書後誌)